# Orophe cabinetus
Orophe cabinetus är en mångfotingart som beskrevs av Chamberlin 1951. Orophe cabinetus ingår i släktet Orophe och familjen Xystodesmidae. Inga underarter finns listade i Catalogue of Life.